# Dangerous Dave
 (octobre 2019).
Si vous disposez d'ouvrages ou d'articles de référence ou si vous connaissez des sites web de qualité traitant du thème abordé ici, merci de compléter l'article en donnant les références utiles à sa vérifiabilité et en les liant à la section « Notes et références ».
Dangerous Dave est un jeu vidéo de plate-forme développé par John Romero et publié par Softdisk, sorti en 1990 sur Apple II et DOS.

## Système de jeu
L'objectif du jeu est d'amener Dave à la fin du dernier niveau. Le jeu comporte dix niveaux, ainsi que quatre niveaux spéciaux nommés Warp Zone, accessibles en contournant, par divers moyens, les murs marquant le début et la fin du niveau 5, 8, 9 et 10 (ce qui n'est pas toujours possible). Dans le même esprit, il est parfois possible de dépasser la limite inférieure du niveau, ce qui fait réapparaître Dave en haut, aux mêmes coordonnées horizontales (cette astuce est même indispensable pour terminer les derniers niveaux).
Pour terminer un niveau, le joueur doit s'emparer de la coupe en or qui s'y trouve, et il doit atteindre, muni de cette coupe, la porte de sortie.
Dave peut se déplacer et sauter. Il peut également tirer au pistolet, à condition d'en trouver un, et voler à l'aide d'un jetpack, après l'avoir collecté et uniquement pour une durée limitée. Il est à noter que ces deux équipements sont perdus à la fin de chaque niveau, donc il faut les récupérer de nouveau.
Une autre orientation possible pour le joueur est de chercher à obtenir le meilleur score possible. Si la plupart des bonus, présentés sous la forme de pierres précieuses, de couronnes, de bagues et de sceptres, sont faciles à obtenir, certains sont cachés, d'autres sont difficiles à atteindre, et d'autres, enfin, entièrement inaccessibles. Une grande partie de ces bonus se trouve dans les Warp Zones.
Si le premier niveau ne présente aucun risque de mort pour Dave, le second est plus délicat car le joueur doit alors éviter d'être brûlé ou noyé, ce qui lui ferait perdre une vie. Chacun des niveaux suivants propose par contre un type spécifique de monstre qu'il faut détruire avec un pistolet ou éviter. Chaque type de monstre a une routine de déplacement et de tir qui lui est propre. Lorsque Dave meurt, il réapparaît, s'il reste une vie au joueur, au début du niveau, mais il garde tout ce qu'il a collecté et le niveau reste dans le même état qu'avant sa mort. Dave Game Download
Dave ne propose pas de boss, et que le jeu, quoique peu fourni en niveaux, est très ardu à terminer du fait de la difficulté des derniers niveaux et de l'absence de points de sauvegarde, obligeant le joueur à recommencer au premier niveau s'il perd toutes ses vies.

## Postérité
Le jeu a connu plusieurs suites :
- 1991 : Dangerous Dave in the Haunted Mansion sur DOS et téléphones mobiles
- 1992 : Dangerous Dave Returns sur Apple II
- 1993 : Dangerous Dave's Risky Rescue sur DOS
- 1993 : Dave Goes Nutz! sur DOS

Il a également fait l'objet d'un remake sous le titre Dangerous Dave in the Deserted Pirate's Hideout sur iOS en 2015.